# Asienspiele 2014/Synchronschwimmen
Bei den Asienspielen 2014 in Incheon, Südkorea wurden vom 20. bis 23. September 2014 drei Wettbewerbe im Synchronschwimmen ausgetragen.

## Ergebnisse

### Duett
| Platz | Land | Athletinnen                            | Punkte   |
| ----- | ---- | -------------------------------------- | -------- |
| 1     | CHN  | Huang Xuechen Sun Wenyan               | 185,1851 |
| 2     | JPN  | Yukiko Inui Risako Mitsui              | 181,5388 |
| 3     | KAZ  | Alexandra Nemitsch Jekaterina Nemitsch | 167,7639 |

Das Finale wurde am 20. September ausgetragen.

### Mannschaft
| Platz | Land | Athletinnen | Punkte   |
| ----- | ---- | --- | -------- |
| 1     | CHN  | Chen Xiaojun, Gu Xiao, Guo Li, Liang Xinping, Sun Wenyan, Sun Yijing, Tang Mengni, Zeng Zhen, Li Xiaolu, Yu Lele                 | 185,7221 |
| 2     | JPN  | Aika Hakoyama, Yukiko Inui, Hikaru Kazumori, Kei Marumo, Risako Mitsui, Kanami Nakamaki, Mai Nakamura, Kurumi Yoshida, Miho Arai | 181,7047 |
| 3     | PRK  | Jong Nari, Jong Yonhui, Kang Unha, Kim Jingyong, Kim Juhye, Kim Jonghui, Ri Ilsim, Ri Jihyang                                    | 167,1247 |

Das Finale wurde am 22. September ausgetragen.

### Freie Kombination
| Platz | Land | Athletinnen | Punkte  |
| ----- | ---- | --- | ------- |
| 1     | CHN  | Gu Xiao, Guo Li, Huang Xuechen, Liang Xinping, Sun Wenyan, Sun Yijing, Tang Mengni, Yin Chengxin, Yu Lele, Zeng Zhen                                                                        | 94,9667 |
| 2     | JPN  | Miho Arai, Aika Hakoyama, Yukiko Inui, Mayo Itoyama, Kei Marumo, Risako Mitsui, Natsumi Miyazaki, Kanami Nakamaki, Mai Nakamura, Kurumi Yoshida                                             | 92,6000 |
| 3     | KAZ  | Aigerim Anarbayeva, Xeniya Kachurina, Yuliya Kempel, Alina Matkova, Aisulu Nauryzbayeva, Alexandra Nemitsch, Jekaterina Nemitsch, Daniya Talgatova, Kristina Tynybayeva, Amina Yermakhanova | 84,6000 |

Das Finale wurde am 23. September ausgetragen.

## Medaillenspiegel
| Platz  | Land       | Gold | Silber | Bronze | Gesamt |
| ------ | ---------- | ---- | ------ | ------ | ------ |
| 1      | China      | 3    | —      | —      | 3      |
| 2      | Japan      | —    | 3      | —      | 3      |
| 3      | Kasachstan | —    | —      | 2      | 2      |
| 4      | Nordkorea  | —    | —      | 1      | 1      |
| Gesamt | Gesamt     | 3    | 3      | 3      | 9      |